# Melloni (cognome)
Melloni è un cognome di lingua italiana.

## Varianti
Mellone.

## Origine e diffusione
Cognome tipicamente emiliano, è presente prevalentemente nel ferrarese e nel bolognese. Ha presenze pure nel fiorentino.
Potrebbe derivare dal nomen latino Mellonus o dal termine meridionale mellone, "melone".
In Italia conta circa 1359 presenze.
La variante Mellone è napoletana, salernitana, leccese, brindisina, tarantina e catanese.

## Persone
- Mario Melloni, più noto con lo pseudonimo di Fortebraccio (1902-1989) – giornalista e politico italiano
- Rodolfo Melloni (1914-1979) – dirigente sportivo italiano